# علی جاسمی
احسان شاه نظری  (انگلیسی: ehsan shahnazari؛ زادهٔ ۱۹ آوریل ۲۰۰۶) یک بازیکن فوتبال اهل ایران  است.

## باشگاهی
از باشگاه‌هایی که در آن بازی کرده‌است می‌توان به الریان، الاهلی قطر، و العربی قطر اشاره کرد.